# Laguna Baja
Laguna Baja är en sjö i Chile.   Den ligger i regionen Región de Aisén, i den södra delen av landet, 1 400 km söder om huvudstaden Santiago de Chile. Laguna Baja ligger 20 meter över havet. Den ligger vid sjöarna  Lago Riesco och Laguna Alta.
I omgivningarna runt Laguna Baja växer i huvudsak blandskog. Trakten runt Laguna Baja är nära nog obefolkad, med mindre än två invånare per kvadratkilometer.